# موسم في المطهر (رواية)
موسم في المطهر (بالإنجليزية: Season in Purgatory)‏ هي رواية للكاتب الأسترالي توماس كينيلي، نشرت عام 1976، لأول مرة عن دار نشر كولينز في لندن.
تدور أحداث الرواية خلال الحرب العالمية الثانية في جزيرة موس (Mus) التي تقع في البحر الأدرياتيكي. ديفيد بيلهام هو ضابط طبيب مبتدئ في الجيش البريطاني متطوع للعمل الطبي في ساحة المعركة وهو ينزل بالمظلة إلى الجزيرة مع عدد من الضباط والجنود البريطانيين. هدفهم هو مساعدة أنصار تيتو في محاربة الألمان المحتلين.